# Klostridiové infekce ptáků
Rod Clostridium zahrnuje více než 80 druhů bakterií, které se vyznačují citlivostí ke kyslíku a schopností tvořit klidové stadium, endospory. Většinou jsou saprofyty, pouze některé z nich mají veterinární, případně i zdravotní význam. V přírodě jsou značně rozšířené, vyskytují se v půdě, v bahně rybníků, řek i mořského pobřeží, v prachu i na vegetaci a mohou být příčinou exogenních infekcí po poranění nebo pozření. Řada z patogenních klostridií je komensálem střevního traktu živočichů a někdy i příčinou endogenních infekcí. Výskyt některých druhů nebo typů je geograficky omezen.
Vegetativní formy klostridií jsou grampozitivní tyčinky různé velikosti (0,3-1,3 x 3-10 µm) i tvaru. Většinou jsou pohyblivé pomocí peritrichálně uložených bičíků (s výjimkou C. perfringens a jemu příbuzných druhů, které nemají bičíky). 
Klostridie fermentují, jsou oxidáza a kataláza negativní. Vyžadují média obohacená o aminokyseliny, sacharidy, vitamíny a krev nebo sérum. Jsou striktními anaeroby, při kultivaci preferují atmosféru obsahující 2-10 % oxidu uhličitého a teplotu 37 °C. Většina patogenních druhů produkuje jeden nebo více exotoxinů. Klostridie obsahují bakteriofágy i episomy, které kódují některé toxiny. Episomálně je kódována také rezistence na některá antibiotikum. Podle typu klostridiemi vyvolávaného onemocnění se rozlišují:
- neurotropní klostridie (C. tetani a C. botulinum), které produkují potentní neurotoxiny, ale nejsou invazivní a kolonizují hostitele ve velmi omezené míře,

- histotoxické klostridie (C. septicum, C. perfringens typu A, C. colinum, C. chauvoei, C. novyi, C. haemolyticum, C. sordellii), které produkují méně potentní toxiny, ale jsou invazivní a vyvolávají nekrotizující infekce měkkých tkání a vnitřních orgánů,

- klostridie vyvolávající enterotoxémie (C. perfringens typu A-E). Enterotoxiny produkované ve střevě se dostávají do krevního oběhu a způsobují generalizované toxémie,

- klostridie způsobující antibiotiky indukované enteritidy (C. difficile a C. spiroforme)

Klostridie jsou považovány za autochtonní flóru u dravců a ptáků s vyvinutými slepými střevy, tj. u hrabavých ptáků z podřádu Phasiani a u Anseriformes. U ptáků s nedostatečně vyvinutými slepými střevy nebo bez nich se klostridie izolují zřídka ze střevního traktu nebo je jejich přítomnost pouze přechodná. Predispozičními faktory pro vznik klostridiových onemocnění jsou často dietní závady, stresy, špatná zoohygiena, přeskladňování, kokcidióza, imunosuprese (infekční burzitida drůbeže, infekční anémie kuřat) aj.
U ptáků jsou klostridie původci ulcerativní enteritidy (C. colinum), nekrotické enteritidy (C. perfringens), gangrenózní dermatitidy (C. septicum, C. perfringens), botulismu (C. botulinum), omfalitid a infekce žloutkového vaku (C. perfringens).
Další druhy (C. fallax, C. novyi a C. sporogenes) byly izolovány ojediněle z různých klinických syndromů. C. chauvoei bylo izolováno u pštrosů s nervově paralytickými příznaky, C. difficile u kuřat pštrosů postižených enterotoxémií. Na rozdíl od některých starších údajů jsou ptáci dnes považováni za rezistentní k infekci C. tetani.